# Cheval en Guinée
La présence du cheval en Guinée remonte à l'époque précoloniale, sa présence étant attestée au Moyen Âge, dans l'Empire du Mali, grâce au commerce des Malinkés, puis aux conquêtes des Fulani, qui s'établissent dans le Fouta-Djalon vers 1470. Les colons français tentent d'importer des chevaux dans les régions côtières de Guinée, notamment à Conakry, mais ces derniers succombent fréquemment de la trypanosomiase africaine. 
L'élevage équin est traditionnellement le fait des Peuls (Fulani). Aucune race de chevaux spécifique n'est mentionnée en Guinée. Par ailleurs, les pratiques équestres modernes y sont vraisemblablement rares et méconnues. 

## Histoire

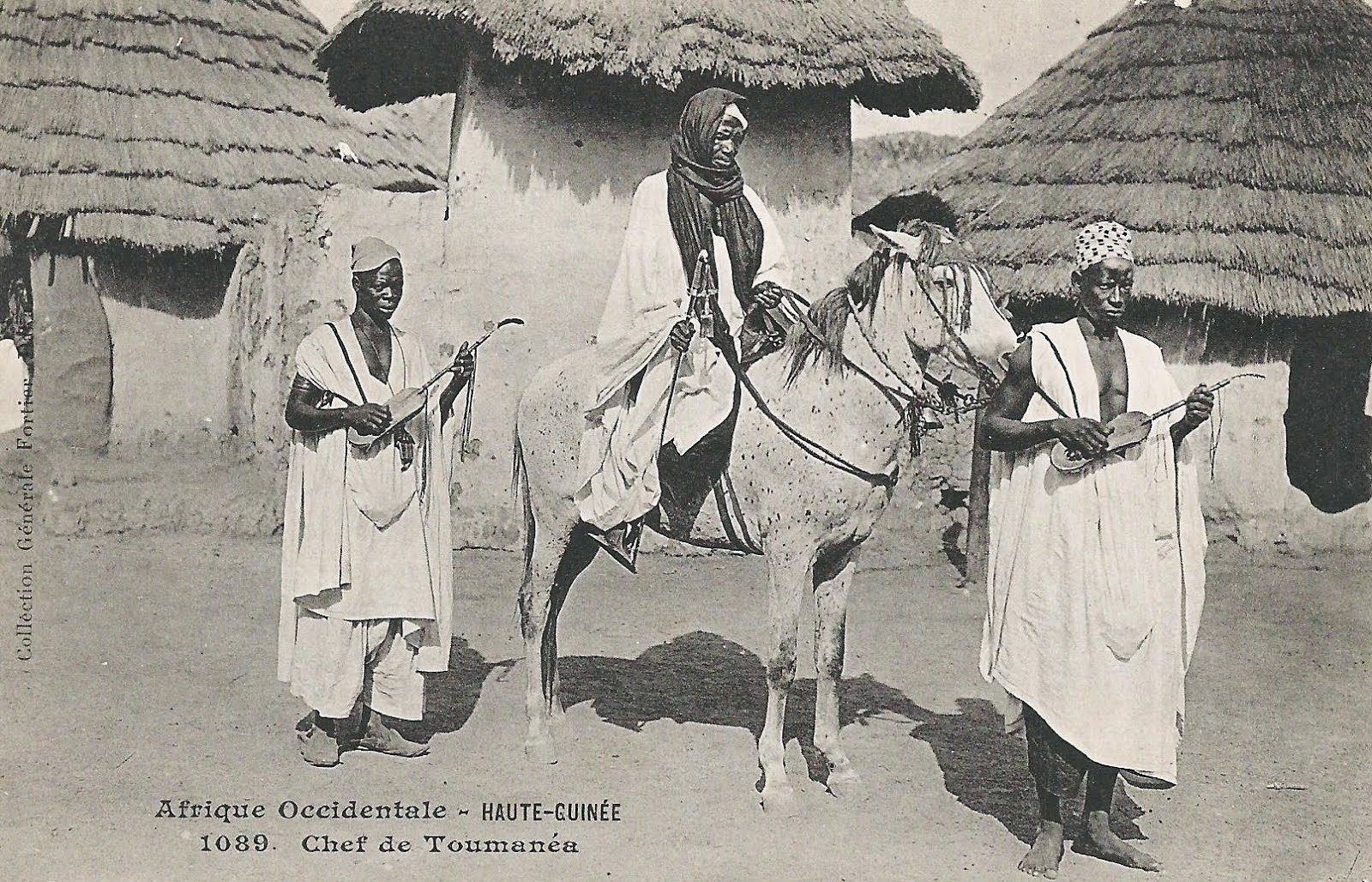
Chef coutumier à Toumanéa, vers 1905, vu par François-Edmond Fortier.

Le cheval est vraisemblablement présent sur une partie de l'actuel territoire guinéen dès le Moyen Âge, car il en est fait couramment usage par l'Empire du Mali, de la part des Malinkés, que Valentin Fernandez décrit au XIVe siècle comme des commerçants de chevaux pour l'honneur et pour les besoins de la guerre. À la cour du roi de l'empire du Mali, vraisemblablement surtout peuplée de Malinkés, tenir la bride du cheval royal est considéré comme un grand honneur.
La situation à l'intérieur des terres de Guinée reste largement méconnue jusqu'au XIXe siècle, faute de sources. Il est néanmoins vraisemblable que le cheval ait été introduit sur l'actuel territoire guinéen par des envahisseurs venus du Nord aux XVe et XVIe siècles, le Fouta-Djalon ayant été conquis par les Fulani (Peuls), menés par le général Tengella, réputés posséder de nombreux chevaux, chameaux, ânes et bovins, dans les années 1470. Tengella fait usage de sa cavalerie pour attaquer l'Empire Songhaï vers 1512. Avec le déclin et la désintégration de l'Empire du Mali, il est vraisemblable que des Malinkés migrent le long du Haut-Niger, atteignant les côtes du Sierra Leone dans les Années 1510. La tradition veut que Feren Kama, des Kamara, se soit établi dans le sud de la Guinée en créant sa capitale, Musadugu, dans les années 1540, faisant usage de la cavalerie comme arme. Dans les années 1790, un explorateur note que l'équitation est l'exercice favori, et quasiment le seul, parmi les habitants du Fouta-Djalon.
La présence du cheval en Guinée, notamment le long du fleuve Niger, est décrite en 1847 dans l'ouvrage du géographe Amédée Tardieu. Une parade équestre en l'honneur des visiteurs est organisée par le roi de Bousâ, qui « a une taille majestueuse, marche avec aisance, monte bien à cheval » : « Le monarque rentra, puis ressortit presque aussitôt, et parcourut lentement la promenade à cheval, accompagné d'hommes et de femmes fort singulièrement accoutrés, chantant et dansant devant lui ; par derrière venait une troupe de cavaliers bien vêtus, montés sur de vigoureux chevaux et équipés comme pour la guerre ». À l'occasion de son anniversaire, le roi fait tenir des exercices à cheval par ses hommes. Il exécute également une danse « imitant le trot d'un cheval du pays partant pour la guerre ». Au XIXe siècle, les peuples de l'extrême ouest africain ont adopté les armes à feu, abandonnant de fait l'usage des protections caparaçonnées sur leurs chevaux.
En 1900, parmi les dignitaires de Kissidougou, une mission française partie de Conakry remarque par son physique splendide et sa jeunesse un prince Kouranko du nom de Kouléa Balla qui, aux dires de ses griots, « n'a pas d'égal » pour l'équitation.
Les colons français remarquent la présence endémique de la trypanosomiase africaine, qui induit une forte mortalité chevaline. En 1906, les chevaux malades sont cités : « A Sagnetto, un cheval arrivé de Kaédi depuis six jours est trypanosomé. À Médina-Kouta, un premier cheval acheté en septembre 1903 mourut en décembre 1904 ». Ce même ouvrage explique les déboires de Lasanadiavara, un marchand de chevaux originaire du Fouta-Djalon, établi à Conakry : son seul cheval y mourut en six jours d'un œdème du ventre ; puis en trois ans d'exercice, il perdit sept chevaux, certains arrivant du Fouta-Djalon.

## Pratiques

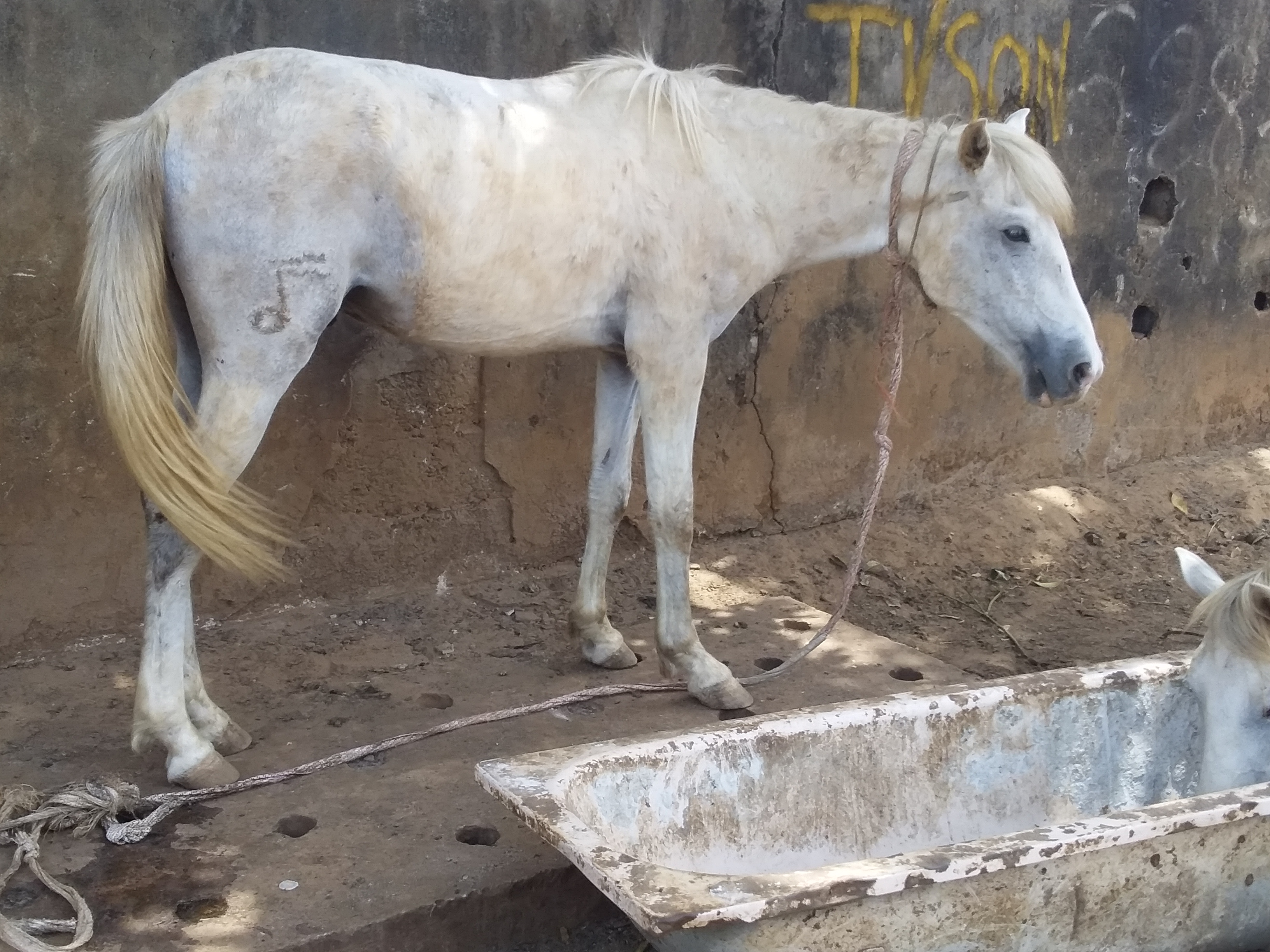
Marché de chevaux entre Kaporo et kipé (Conakry)

Le cheval est vraisemblablement un animal de prestige, associé à de riches parades. Il n'est fait aucune mention de pratiques d'équitation ou d'implantation de centre équestre dans la capitale Conakry, le climat n'étant pas adapté au cheval.

## Élevage
La base de données DAD-IS ne cite aucune race de chevaux spécifique élevée en Guinée. Il est vraisemblable que l'élevage équin soit surtout le fait des Peuls les plus aisés, présents le long du fleuve Niger pour répondre à leurs besoins en terrains de pâturage.

## Culture
Le cheval est, en Guinée, essentiellement un symbole de pouvoir. Il est cité dans les contes populaires, où souvent, il est un animal protecteur pour les filles. Dans le conte nord-guinéen « La fille qui veut soigner son père », le cheval de celui-ci, nommé Fanta, est doué de parole et lui prodigue des conseils qui lui permettent de récupérer un remède pour son père, en se déguisant en homme. Le conte du pays badiaranké recueilli par Teli Boumbali, intitulé « Une fille et son mari serpent », met en scène un petit cheval doué de parole et de métamorphose, Ngololobaabasara, qui conseille une femme pour lui permettre de réaliser ce que les hommes seuls habituellement savent faire. L'un des contes des Bambaras collectés dans le Fouta-Djalon, celui de « Barowal le cheval sacré », raconte comment Mansika, le massaké du royaume Bambara, a perdu son royaume pour obtenir un cheval de combat détenu par un Peul sur le marché de Tombouctou.
Une chanson populaire célébrant la généalogie du président Ahmed Sékou Touré, chantée par le griot Jeli-Kaba, le compare à un cheval de jeune marchand en référence à la fougue et à l'endurance des chevaux des dyoula, les marchands malinkés.